# Dubiaranea fulgens
Dubiaranea fulgens là một loài nhện trong họ Linyphiidae. Loài này được phát hiện ở Chile.